# Lac Fundeni
Le lac Fundeni est un lac artificiel issu de la Colentina dans le Secteur 2.
Sa surface est de 350 000 m2, sa longueur 2,1 km, sa largeur entre 200 et 800 m et sa profondeur entre 1 et 5 mètres pour un volume de 0,8 million de mètres cubes.
En amont à l'ouest se trouve le lac Colentina et en aval du lac à l'est le lac Dobroești.

## Qualité de l'eau
À la suite des analyses de l'eau effectuées par l'administration nationale des eaux de Roumanie (ANAR) et l’administration chargée des Llcs, des parcs et des agréments de Bucarest (ALPAB) :
- le pH du lac Fundeni, d'une valeur de 8,7, dépasse légèrement la valeur limite.
- la teneur en métaux lourds se trouve en grande partie dans les limites imposées par la législation, mais la teneur en cadmium pris isolément peut atteindre une valeur de 10,22 mg / l.